# Straat Bass
De Straat Bass (Engels: Bass Strait) is een zeestraat in het zuidoosten van Australië. Ze scheidt het eiland Tasmanië van de op het vasteland gelegen deelstaat Victoria en verbindt de Tasmanzee met de Indische Oceaan. De Spirit of Tasmania is de veerdienst over de zeestraat van Geelong naar Devonport. 
In het westen, naar de Indische Oceaan toe, wordt de Straat Bass begrensd door het Kingeiland. De Furneauxgroep (met als grootste eilanden Flinderseiland en Cape Barreneiland) ligt aan de oostkant, tegen de Tasmanzee aan. De zeestraat staat bekend om haar ruwe, stormachtige zee. Deze wateren maken deel uit van de Roaring Forties, naar de 40e breedtegraad die erdoorheen loopt.
In de ijstijden stond Straat Bass droog zodat Tasmanië met Australië verbonden was. De zeespiegel stond toen ongeveer 100-125 m lager dan tegenwoordig.

## Eilanden
Er zijn meer dan 50 eilanden gelegen in de Straat Bass. Belangrijke eilanden zijn:
West:
- Kingeiland
- Three Hummock eiland
- Huntereiland
- Robbinseiland

Zuidoost:
- Furneauxgroep
  - Flinderseiland
  - Cape Barreneiland
  - Clarkeiland
  - en nog 50 andere eilanden

Noordoost:
- Kentgroep
  - Dealeiland
- Hoganeiland
- Curtiseiland